# Parker Ford
Parker Ford, född 20 juli 2000, är en amerikansk professionell ishockeyforward som är kontrakterad till Winnipeg Jets i National Hockey League (NHL) och spelar för Manitoba Moose i American Hockey League (AHL).
Han har tidigare spelat för Providence Friars i National Collegiate Athletic Association (NCAA) och Sioux City Musketeers i United States Hockey League (USHL).
Ford blev aldrig NHL-draftad.

## Statistik
| 2015–2016   | Selects Academy at South Kent School | USPHL       | 7   | 1  | 3  | 4  | 0  | — | — | — | — | — |
| 2016–2017   | Selects Academy at South Kent School | USPHL       | 6   | 2  | 6  | 8  | 4  | 4 | 6 | 2 | 8 | 4 |
| 2017–2018   | Sioux City Musketeers                | USHL        | 51  | 8  | 14 | 22 | 36 | — | — | — | — | — |
| 2018–2019   | Sioux City Musketeers                | USHL        | 56  | 19 | 24 | 43 | 40 | 2 | 0 | 0 | 0 | 6 |
| 2019–2020   | Providence Friars                    | NCAA        | 31  | 9  | 13 | 22 | 22 | — | — | — | — | — |
| 2020–2021   | Providence Friars                    | NCAA        | 25  | 7  | 12 | 19 | 14 | — | — | — | — | — |
| 2021–2022   | Providence Friars                    | NCAA        | 38  | 13 | 14 | 27 | 31 | — | — | — | — | — |
| 2022–2023   | Providence Friars                    | NCAA        | 37  | 12 | 14 | 26 | 22 | — | — | — | — | — |
|             | Manitoba Moose                       | AHL         | 8   | 2  | 2  | 4  | 4  | 5 | 0 | 0 | 0 | 4 |
| 2023–2024   | Manitoba Moose                       | AHL         | 72  | 18 | 23 | 41 | 57 | 2 | 1 | 0 | 1 | 0 |
| 2024–2025   | Winnipeg Jets                        | NHL         | 1   | 1  | 0  | 1  | 0  | — | — | — | — | — |
|             | Manitoba Moose                       | AHL         | 16  | 0  | 5  | 5  | 14 | — | — | — | — | — |
| NHL totalt  | NHL totalt                           | NHL totalt  | 1   | 1  | 0  | 1  | 0  | — | — | — | — | — |
| AHL totalt  | AHL totalt                           | AHL totalt  | 116 | 31 | 31 | 62 | 91 | 7 | 1 | 0 | 1 | 4 |
| NCAA totalt | NCAA totalt                          | NCAA totalt | 131 | 41 | 53 | 94 | 89 | — | — | — | — | — |
| USHL totalt | USHL totalt                          | USHL totalt | 107 | 27 | 38 | 65 | 76 | 2 | 0 | 0 | 0 | 6 |

### Internationellt
| Källa: Uppdaterad: 2025-01-31 | Källa: Uppdaterad: 2025-01-31 | Källa: Uppdaterad: 2025-01-31 |         | Utv = Utvisningsminuter | Utv = Utvisningsminuter | Utv = Utvisningsminuter | Utv = Utvisningsminuter | Utv = Utvisningsminuter |
| År                            | Lag                           | Mästerskap                    | Matcher | Mål                     | Assists                 | Poäng                   | Utv                     |                         |
| ----------------------------- | ----------------------------- | ----------------------------- | ------- | ----------------------- | ----------------------- | ----------------------- | ----------------------- | ----------------------- |
| 2020                          | USA                           | JVM                           | 5       | 0                       | 0                       | 0                       | 2                       |                         |
| Junior totalt                 | Junior totalt                 | Junior totalt                 | 5       | 0                       | 0                       | 0                       | 2                       |                         |